# Callithomia methonella
Callithomia methonella är en fjärilsart som beskrevs av Gustav Weymer 1875. Callithomia methonella ingår i släktet Callithomia och familjen praktfjärilar. Inga underarter finns listade i Catalogue of Life.